# Apriltsi
Apriltsi (Bulgaars: Априлци) is een stadje in de  Bulgaarse oblast  Lovetsj. Op 31 december 2018 telde het stadje zo’n 2.497 inwoners, hoofdzakelijk etnische Bulgaren (99,1%). Het stadje werd gesticht door het samenvoegen van vier grote bergdorpen: Novo Selo, Zla Reka, Vidima en Ostrets, tegenwoordig de wijken van de stad. Hierdoor heeft het stadje nog steeds een vrij landelijke uitstraling met enkele goed bewaarde typisch 19e-eeuwse Bulgaarse huizen. 

## Ligging
De stad ligt zo’n 550 meter boven de zeespiegel. De dichtstbijzijnde grote steden zijn  Trojan 25 km naar het noordwesten, Sevlievo 41 kilometer naar het noordoosten en  Gabrovo zo’n 57 kilometer naar het oosten. 
De stad heeft een oppervlakte van 203 vierkante kilometer en is daarmee de tiende stad qua oppervlakte.  

## Geschiedenis
In 1812 werd er een kleine school en een klein kerkje gebouwd in Apriltsi. In 1850 werd er een tweede school geopend, met een seculiere achtergrond. In 1872 richtte Vassil Levski een geheime revolutionaire commissie op, die was gericht tegen het  Ottomaans bewind. Het gebied rond Apriltsi nam deel aan de opstand van april in het jaar 1876 (ook wel bekend als ‘de opstand van Novoselker’).  De Novoselsk-republiek werd uitgeroepen, die zich negen dagen lang kon verdedigen tegen de superieure krachten van de tegenstanders voordat deze bloedig werd verslagen.  Er vielen zo’n 150 doden en talloze ballingen, terwijl zo’n 772 gebouwen werden vernietigd of platgebrand, waaronder een meisjesklooster en de kerk uit 1812.
In 1976, ter gelegenheid van het 100-jarig bestaan van de opstand van Novoselk, fuseerden de dorpen Novo Selo, Vidima, Zla Reka en Ostrets om de stad Apriltsi te vormen, waarbij Novo Selo het administratieve centrum werd.  De naam van de stad is afgeleid van de opstand van april 1876. 

## Bevolking

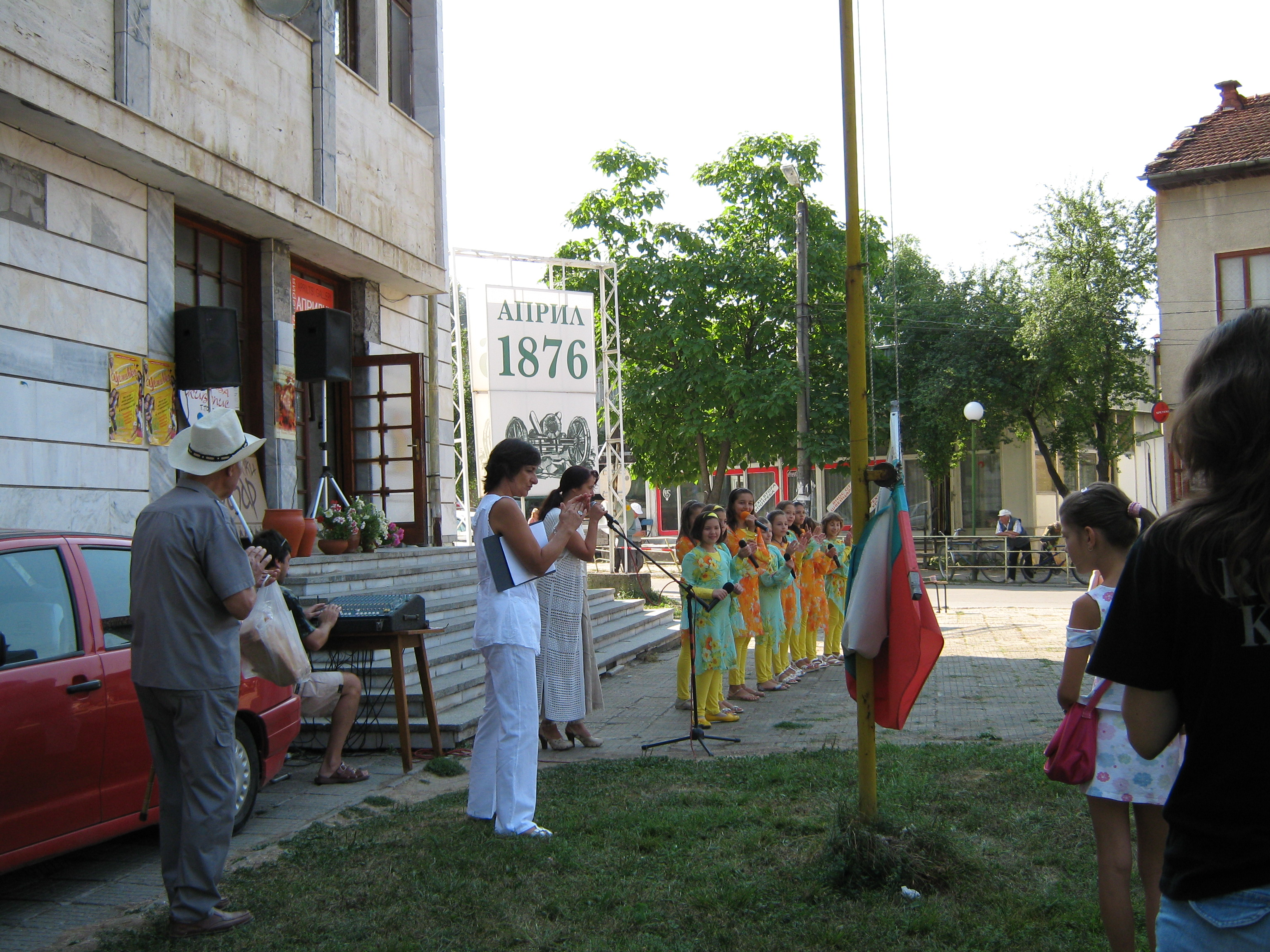
De inwoners van Apriltsi

De stad Apriltsi en de drie nabijgelegen dorpen hebben te kampen met een dramatische bevolkingskrimp. Tussen 1934 en 2018 kromp het inwoneraantal van de stad Apriltsi van zo’n 7.706 naar 2.497 (-67%).
| Jaartal           | 1934  | 1946  | 1956  | 1965  | 1975  | 1985  | 1992  | 2001  | 2011  | 2019  |
| stad Apriltsi     | 7.706 | 7.923 | 7.256 | 5.571 | 5.143 | 4.656 | 4.097 | 3.688 | 3.018 | 2.419 |
| gemeente Apriltsi | 9.544 | 9.901 | 8.861 | 6.806 | 6.203 | 5.363 | 4.720 | 4.137 | 3.338 | 2.689 |

#### Etniciteit
Nagenoeg alle inwoners zijn etnische Bulgaren (99,1%). De volkstelling van 1 februari 2011 telde verder 16 etnische  Turken (0,5%) en 8 etnische  Roma (0,3%). 

#### Religie
Het christendom is de grootste religie in Apriltsi, aangezien zo’n 96,8% van de bevolking lid van de Bulgaars-Orthodoxe Kerk is en zo’n 0,4% van de  Katholieke Kerk.

## Economie
De belangrijkste economische sectoren in Apriltsi zijn het toerisme, de veehouderij, de houtindustrie en productie van seizoensgroenten in het voorjaar.

## Nederzettingen
De gemeente Apriltsi telt vier nederzettingen: een stad en drie dorpen.
| Plaatsnaam        | Cyrillisch      | Bevolking (2019) |
| ----------------- | --------------- | ---------------- |
| Apriltsi          | Априлци         | 2.419            |
| Drasjkova Poljana | Драшкова поляна | 87               |
| Skandaloto        | Скандалото      | 55               |
| Veltsjevo         | Велчево         | 128              |
| Totaal            |                 | 2.689            |